# Kingsman: The Blue Blood
2017 májusában Matthew Vaughn (a franchise rendezője) kijelentette, hogy az Aranykör folytatása jelenleg fejlesztés alatt áll, hozzátéve, hogy a második film gyártása során feltérképezték a cselekményt. Vaughn később kijelentette, hogy személyesen Dwayne Johnsont választotta a gonosz szerepére. 2018 júniusára a filmes bejelentette, hogy a harmadik filmet egymás után forgatják egy előzménnyel. Colin Firth és Taron Egerton is megismétli korábbi filmek szerepét. Vaughn kijelentette, hogy a gyártás a tervek szerint valamikor 2019 vége és 2020 eleje között kezdődik. 2020 szeptemberében a film megkapta a Kingsman: The Blue Blood munkacímet. 2021 decemberében Vaughn felfedte, hogy a folytatás forgatása 2022 szeptemberében kezdődik, a tervezett megjelenési dátum 2023.

## Szereposztás
| Szerep                           | Színész        | Magyar hang |  |
| -------------------------------- | -------------- | ----------- |  |
| Gary "Töki" Unwin / Galahad      | Taron Egerton  |             |  |
| Harry Hart, Töki egykori mentora | Colin Firth    |             |  |
|                                  | Dwayne Johnson |             |  |